# Dotan
Dotan Harpenau, conosciuto solo come Dotan (Gerusalemme, 26 ottobre 1986), è un cantautore, polistrumentista e produttore discografico israeliano naturalizzato olandese.

## Biografia
Figlio di una pittrice israeliana, all'età di un anno si è trasferito con la famiglia ad Amsterdam, dove è cresciuto e dove ha mosso i primi passi verso la musica, fin da ragazzo. Nel 2009 ha conosciuto i produttori Martin Terefe e Sacha Skarbek, grazie ai quali è riuscito ad ottenere un contratto con la EMI. Nel 2011 il cantante ha messo in commercio il suo album di debutto, Dream Parade, che si è posizionato al numero 55 della classifica olandese, mentre il singolo This Town è arrivato in top 20. Nel corso del 2012 ha promosso l'album attraverso concerti e ospitate radiofoniche in Europa e in Israele; ad aprile ha inoltre aperto il concerto di Sinéad O'Connor a Paradiso.
Nel 2014 Dotan è tornato sulle scene con i singoli Fall e Home: quest'ultimo si rivela una vera hit nei paesi del Benelux, toccando la vetta della classifica belga e fermandosi alla 3ª posizione della Dutch Chart. Ambedue i brani sono stati inclusi nel secondo album 7 Layers, che esordisce al primo posto in classifica e riceve in seguito due dischi di platino per aver venduto oltre 80 000 copie. Nel frattempo Harpenau effettua numerosi tour con varie date sold-out in Europa, arrivando a riempire lo stadio Ziggo Dome di Amsterdam. Si è anche esibito negli Stati Uniti due volte con Ben Folds nel 2015 e nel 2016.
Nel 2018 Dotan finisce sotto indagine a seguito della scoperta di oltre 140 account falsi usati per manipolare l'immagine pubblica del cantante sui social network. Dopo aver ammesso il misfatto in un video sulla propria pagina Facebook, il cantante decide di ritirarsi momentaneamente.
Il 29 maggio 2019 pubblica la canzone Numb, che racconta proprio del periodo successivo alla controversia sugli account falsi, segnato da un forte stato depressivo. Il singolo riceve un discreto successo in tutta Europa: in Italia arriva al numero 82 della Top Singoli, mentre in Polonia raggiunge la vetta della classifica. A Numb hanno fatto seguito i singoli Letting Go  e Bleeding, e l'EP omonimo, pubblicato nel 2020 e accompagnato dal singolo No Words.
Successivamente il 6 novembre 2020 pubblica il singolo There Will Be a Way. Il 16 aprile 2021 uscirà Mercy. A  Mercy seguirà, dieci giorni più tardi, l'annuncio del suo terzo album in studio Satellites a distanza di sette anni dall'ultimo lavoro discografico, accompagnato dall'uscita del singolo omonimo. 
Il 28 maggio 2021 pubblica Satellites, che ingloba l'EP Numb con i successivi tre singoli e i quattro inediti Mexico, Used To Know, I Will Follow e With You. Quest'ultima sarà scelta come singolo estratto dall'album. Nell'ottobre e novembre 2021 Dotan avrebbe dovuto promuovere l'album nelle varie città europee con il Satellites Tour, ma a causa del Covid-19 il tour fu rimandato ad ottobre 2022.

## Discografia

### Album in studio
- 2011 – Dream Parade
- 2014 – 7 Layers
- 2021 – Satellites

### EP
- 2020 – Numb

### Singoli
- 2011 – Tell a Lie
- 2011 – This Town
- 2011 – Where We Belong
- 2014 – Fall
- 2014 – Home
- 2015 – Hungry
- 2015 – Let The River In
- 2016 – Shadow Wind
- 2017 – Bones
- 2019 – Numb
- 2019 – Letting Go
- 2020 – Bleeding
- 2020 – No Words
- 2020 – There Will Be a Way
- 2021 – Mercy
- 2021 – Satellites
- 2021 – With You
- 2023 – Diamonds In My Chest
- 2024 – Louder
- 2024 – Heavy
- 2024 – No Kissing on a Sunday
- 2024 – Amsterdam
- 2024 – The Nostalgic of the Body (ft Post Malone & Morgan Wallen)